# Onthophagus guttatus
Onthophagus guttatus är en skalbaggsart som beskrevs av Karl Henrik Boheman 1860. Onthophagus guttatus ingår i släktet Onthophagus och familjen bladhorningar. Inga underarter finns listade i Catalogue of Life.